# Милькин, Исаак Афанасьевич
Исаа́к Афана́сьевич Ми́лькин (10 мая 1937, Баку — 2013, Москва) — русский писатель, драматург.

## Биография
Родился в Баку в семье драматурга и сценариста Афанасия Ефимовича Милькина (1903—1938), редактора газеты «Кино» (Москва), и Сары Самуиловны Новогрудской (1910—1946). Дед по отцу, Хаим Вениаминович Милькин, был самарским купцом второй гильдии, занимался заготовкой леса; дед по матери, Самуил Исаакович Новогрудский (?—1954), уроженец Варшавы, с 1906 года занимался в Баку сахароторговлей (в советское время заведовал хлебопекарней Жилдора). 8 апреля 1937 года отец был арестован, погиб 1 сентября 1938 года.
А. И. Милькин работал литейщиком, экскаваторщиком на Севере, бурильщиком в Кара-Кумах. В 1962—1987 годах — матрос, моторист и судомеханик на Каспийском флоте. В 1967 году заочно окончил Бакинское мореходное училище, капитан второго ранга. С 1987 года жил в Москве.
Публиковался с 1958 года, дебютировав рассказами, которые оставались его излюбленным жанром на протяжении всей писательской карьеры. Член СП России (1992). В 1964—1970 годах опубликовал несколько фантастических рассказов — «Иду к тебе» (1964, 1976), «Сумасшедший электромеханик» (1966, 1976), «Антиномерин» (1970), элементы фантастики встречаются и в других произведениях писателя. Позже публиковался в журналах «Наш современник», «Литературный Азербайджан», «Октябрь», в «Независимой газете», «Новом русском слове». Автор пьес, сборников рассказов и повестей («Кусок неба», «Пятый пункт»), романов «Её джинсовое счастье» (в соавторстве с Ириной Новинской) и «Патриций» (в соавторстве с сыном Афанасием Мамедовым). В соавторстве с сыном написаны также повесть «Самому себе» (2002) и «Морские рассказы» (2002).

## Семья
- Дядя — Иосиф Ефимович Милькин (1913—2006), начальник отдела цветного кино Министерства кинематографии СССР, главный механик киностудии «Мосфильм», главный инженер Ашхабадской киностудии и Центральной студии документальных фильмов[6].
- Двоюродный брат — Лев Соломонович Новогрудский, детский писатель.
- Двоюродная сестра — Марианна Герцелевна Новогрудская, режиссёр-мультипликатор.

## Книги
- Иду к тебе. В сборнике научно-фастастических рассказов «Формула невозможного». Баку: Госиздат АзССР, 1964.
- Сумасшедший электромеханик. В сборнике научно-фастастических рассказов «Эти удивительные звёзды». Баку: Азербайджанское государственное издательство, 1966.
- Антиномерин. В сборнике научно-фантастических рассказов «Полюс риска». Баку: Гянджлик, 1970.
- Кусок неба: Повести и рассказы. Баку: Гянджлик, 1970. — 88 с.
- Эти сильные мужчины: Рассказы. Баку: Гянджлик, 1976. — 42 с.
- Тяжёлые льды: Пьеса в 1 д. / И. Милькин, Л. Новогрудский. М.: ВААП, 1976.
- Дела наши: Повесть и рассказы. Баку: Гянджлик, 1979. — 130 с.
- Её джинсовое счастье / И. Милькин, И. Новинская. Баку: Гянджлик, 1983. — 184 с.
- Мужское слово: Рассказы. М.: Советский писатель, 1990. — 119 с.
- Пятый пункт: Рассказы. М.: Советский писатель, 1991. — 108 с.
- Патриций: роман номер сто / Афанасий Мамедов, Исаак Милькин. М.: Время, 2005. — 268 с.